# Lil' Dub Chefin'
"Lil' Dub Chefin'" é uma canção da banda virtual Gorillaz, lançada como único single do álbum Laika Come Home. Na verdade, a canção foi feita pelos Spacemonkeyz. Ela é um remix em estilo dub da canção "M1 A1" do álbum Gorillaz. Foi lançada em julho de 2002.

## Faixas
CD
1. "Lil' Dub Chefin' (Single Edit)" (Listed as album version, but different)
2. "Lil' Dub Chefin' (Radio Edit)"
3. "Space Monkeyz Theme"
4. "Lil' Dub Chefin'" (Video)

Vinil

### Lado A
1. "Lil' Dub Chefin'"

### Lado AA
1. "Lil' Dub Chefin'"
2. "Space Monkeyz Theme"